# 應長
應長（1311年四月二十八日至1312年三月二十日）是日本的年號之一。這個時代的天皇是花園天皇，由伏見上皇實施院政。鎌倉幕府征夷大將軍為守邦親王、執權為北條師時與北条宗宣。

## 改元
- 延慶四年四月二十八日（1311年5月17日）改元應長
- 應長二年三月二十日（1312年4月27日）改元正和

## 出處
《舊唐書·禮儀志二》：「所以應長曆之規，象中月之度，廣綜陰陽之數，傍通寒暑之和。」

## 紀年、西曆、干支對照表
| 應長       | 元年   | 二年   |
| 儒略曆日期 | 1311年 | 1312年 |
| 干支       | 辛亥   | 壬子   |